# میتسوبیشی جی۳ام
میتسوبیشی جی۳ام (به انگلیسی: Mitsubishi G3M) یک هواپیمای ساختِ کارخانهٔ صنایع سنگین میتسوبیشی در کشور ژاپن است. نخستین استفاده‌کنندهٔ این هواپیما سرویس هوایی نیروی دریایی امپراتوری ژاپن بوده‌است. این هواپیما برای نخستین بار در ۱ ژوئیه ۱۹۳۵ میلادی مورد استفاده قرار گرفت.